# Cyborg Justice
Cyborg Justice — видеоигра в жанре beat 'em up, разработанная компанией Novotrade и изданная Sega для игровой приставки Sega Mega Drive/Genesis в 1993 году.

## Сюжет
Будущее. Планета захвачена инопланетной цивилизацией. В результате крушения межгалактического крейсера оккупантов весь экипаж, находящийся на борту, погибает. Мозг одного из членов экипажа пересаживают в тело киборга, которого собираются использовать на работах в рудниках, предварительно стерев ему память. Однако киборгу удаётся бежать от захватчиков.

## Игровой процесс

Кадр из первого уровня

Персонаж перемещается по уровням-локациям, преодолевает препятствия и уничтожает врагов-киборгов. В конце уровней находятся боссы. Действие уровней происходит как на открытых пространствах, так и в помещениях базы.
Уровни в игре — замкнутые локации, выполненные с использованием изометрической проекции (псевдотрёхмерность). Смена игровых экранов происходит посредством горизонтального сайд-скроллинга.
В игре представлено 5 уровней сложности (от тренировочного до сложного) и 6 наборов вооружения и «доспехов». «Доспехи» и оружие могут комбинироваться между собой. При этом как оружие (плазменная пушка, дисковая пила и др.), так и детали «доспехов» (голова, корпус и ноги киборга) обладают индивидуальными особенностями и позволяют использовать разные удары и спецприёмы.
Враги в игре — роботы-киборги. Как и главный герой, они вооружены разнообразным оружием, но используют сходные спецприёмы. Противники обычно нападают в одиночку или по двое. Как и в большинстве игр жанра, после уничтожения противника герой может двигаться далее по уровню. Также следует остерегаться пропастей, полей с шипами и дисковыми пилами, силовых полей, «притягивающих» к себе персонажа, и самонаводящихся ракет, появляющихся из-за края экрана. При этом противники также могут попадаться в ловушки.
Отличительная особенность игры заключается в способе получения нового оружия. Как герой, так и противники могут отсоединять конечности врага, на которых находится то или иное вооружение, и присоединять себе, получая, таким образом, новый вид оружия вместо текущего. Боссы способны разрывать персонажа пополам, в результате чего тот теряет все жизни